# Stalactite de glace
Une stalactite de glace, appelée parfois stalactite glacée ou, surtout en Suisse et au Québec, glaçon,, est un pic de glace en forme de cône qui se forme lorsque l'eau tombe goutte à goutte ou ruisselle et se congèle sous l'effet du froid. 

## Formation

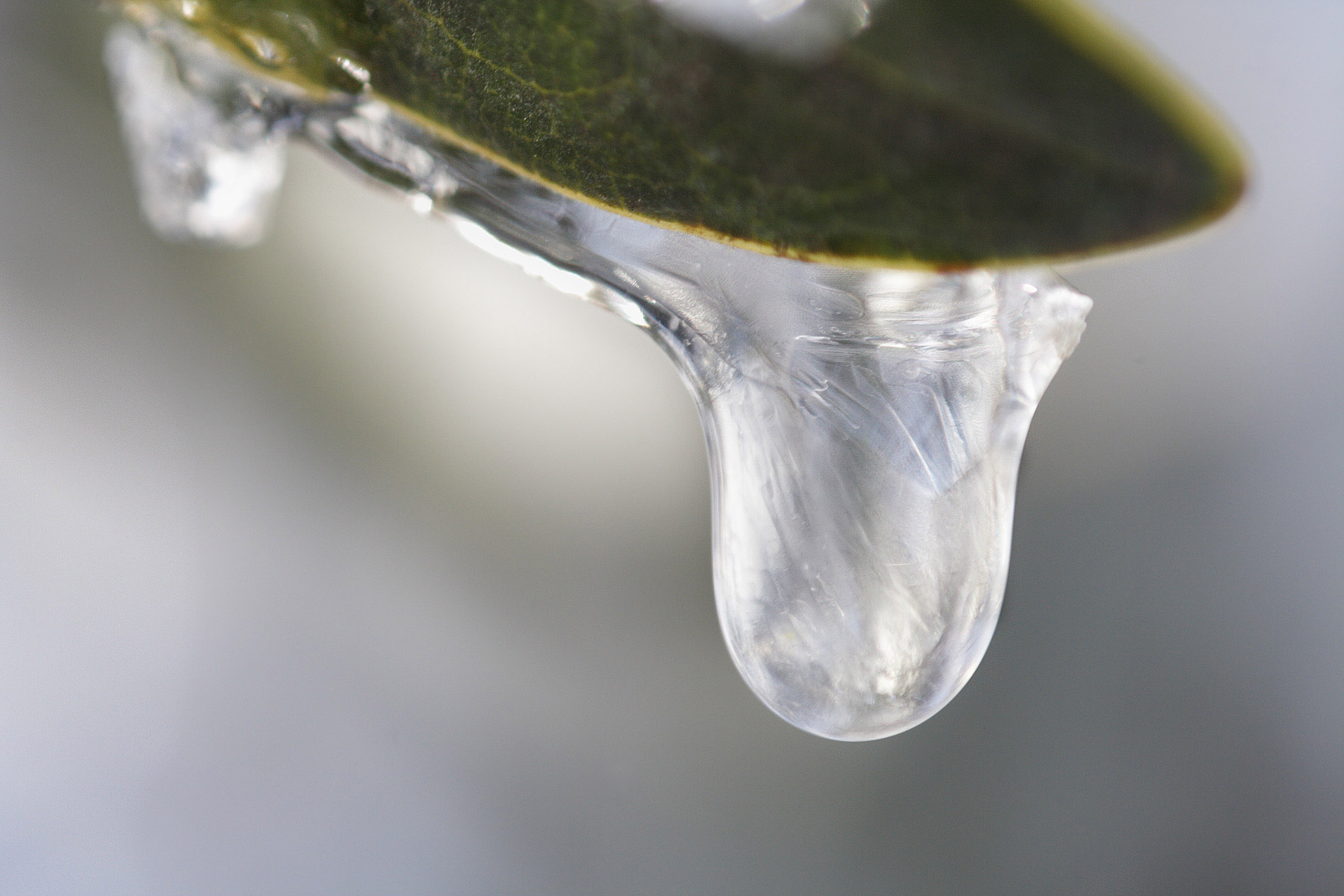
Goutte d'eau se congelant.

La stalactite de glace se forme quand la glace, la neige fondante ou de la pluie verglaçante fait ruisseler de l'eau d'une surface vers un coin (typiquement une toiture). Cette fusion est due à la chaleur du soleil ou toute autre source de chaleur (telle que celle s'échappant de l'intérieur d'un bâtiment chauffé), tandis que le regel se produit au contact d'une zone à la température inférieure à 0 °C (tel sous le rebord d'un toit où l'ombre ou le vent provoquent un refroidissement).
Sa croissance est causée par la diffusion thermique de la stalactite qui est en général dans un environnement plus froid, ce qui fait fondre sa surface plus chaude en une fine couche liquide ; une colonne d'air montante s'échappe de cette surface si bien que cette convection fait recongeler la couche. Si le processus de congélation et de décongélation se poursuit par apport continuel d'eau ruisselante, la stalactite glacée croît en longueur et en épaisseur.
Lorsque le processus de décongélation est plus important que celui de congélation, de l'eau liquide tombe de la stalactite sous forme de gouttes. Celles-ci peuvent former une stalagmite de glace si elles atteignent une surface dont la température est inférieure à 0 °C.

## Formes
La « stalactite typique » est un cône généralement droit et pointu (forme naturelle de carotte), mais s'il y a du vent ou si l'eau tombe très lentement, elle peut s'arrondir ou s'incurver.

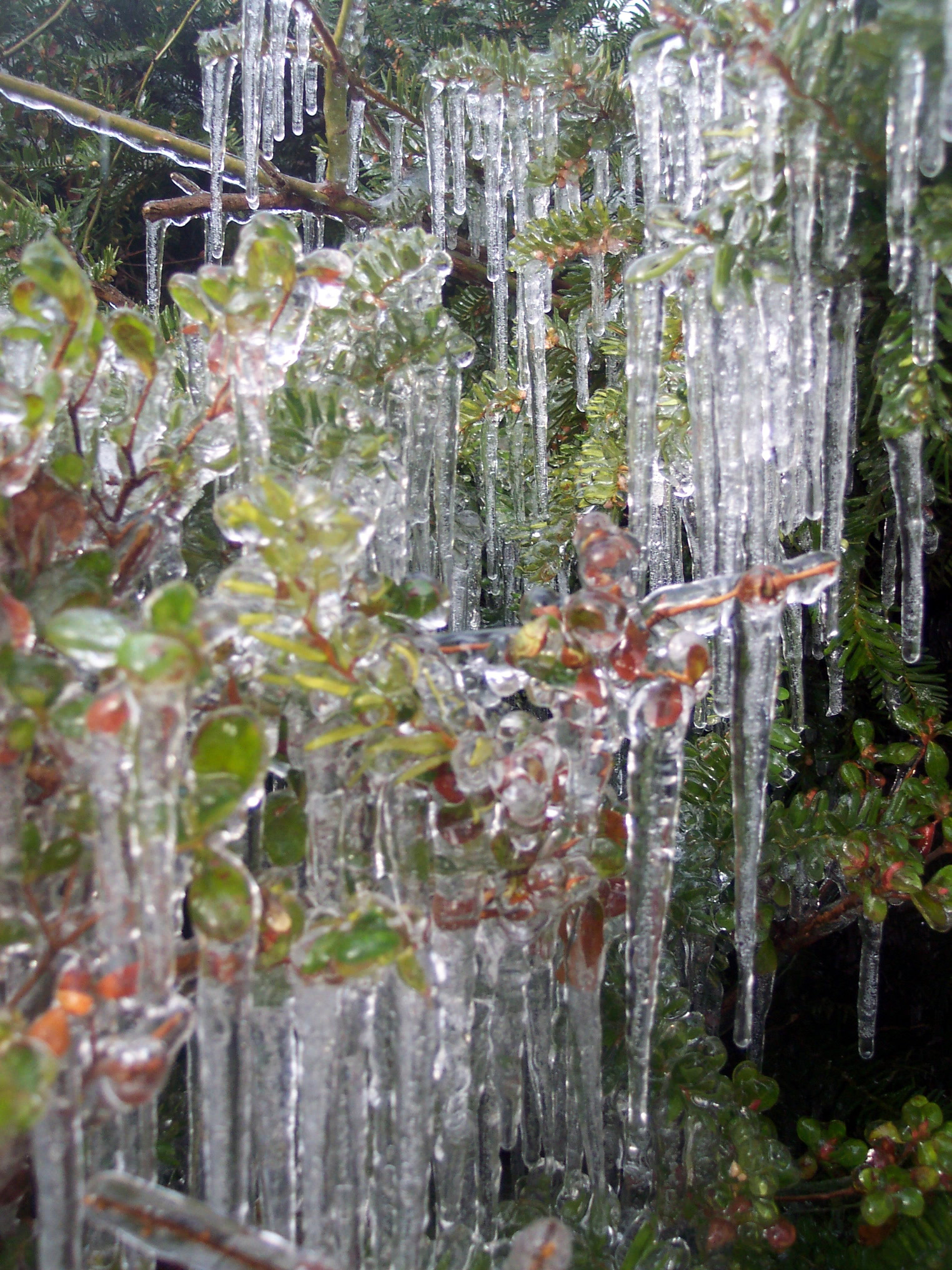
Stalactites de verglas sur un buisson
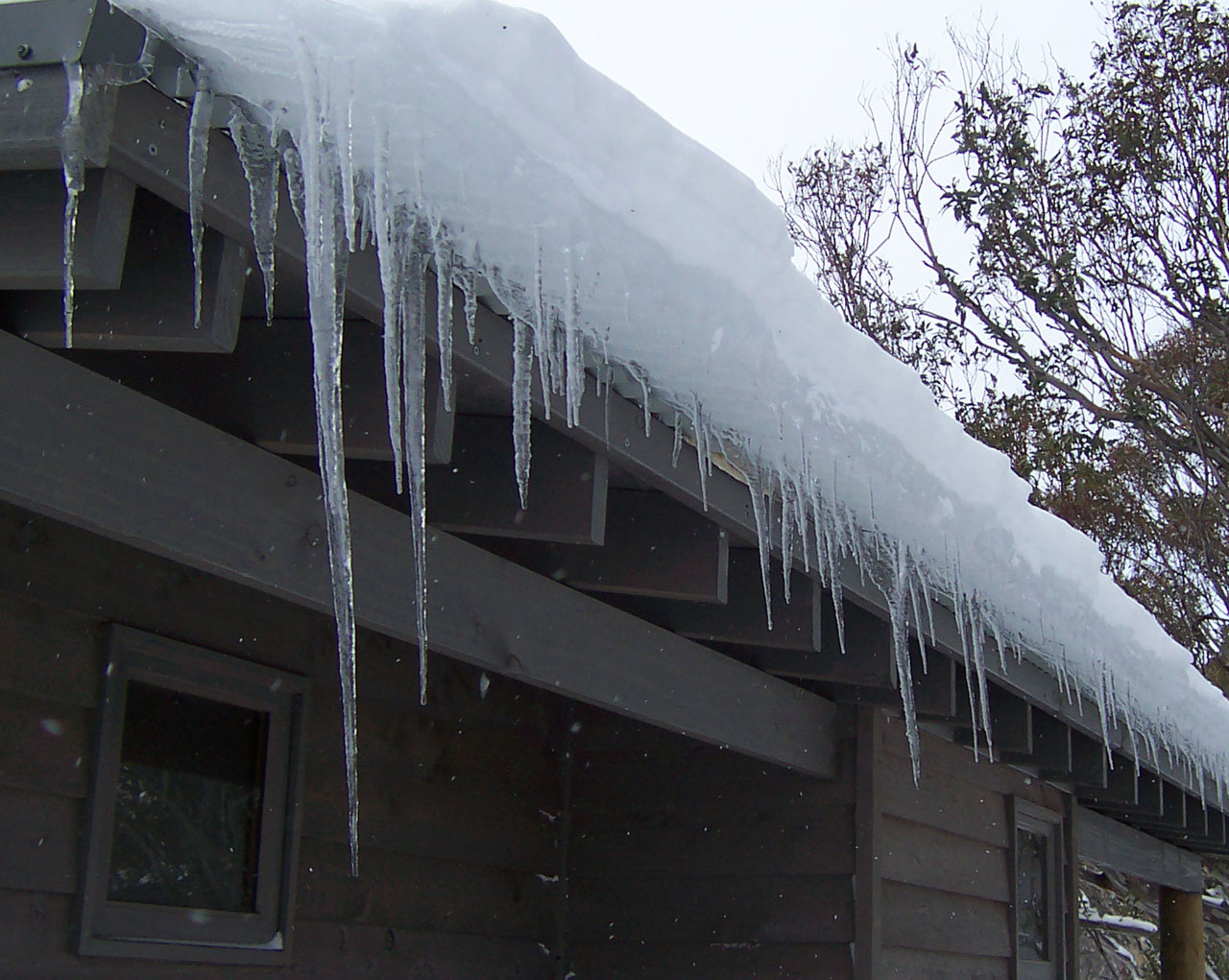
Stalactites sur un toit
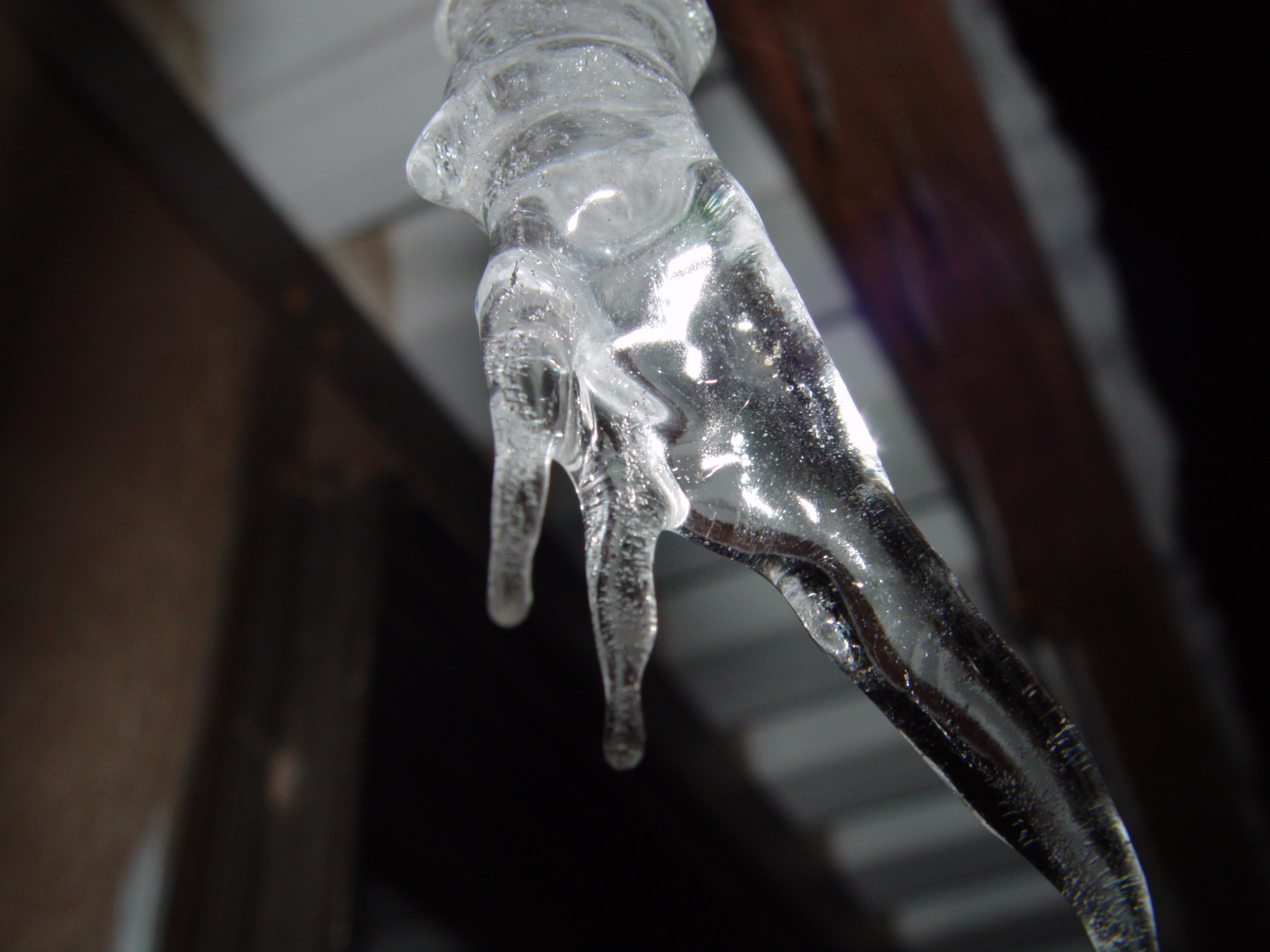
Gros plan sur une stalactite
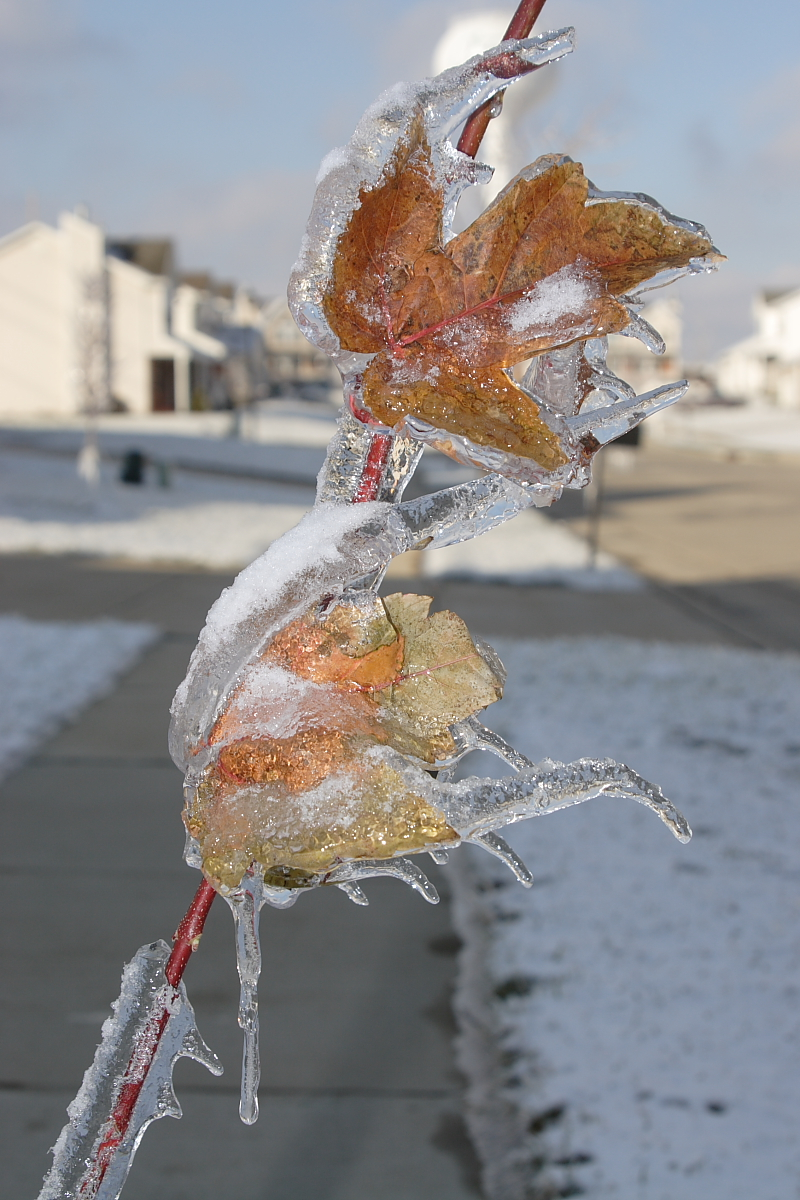
Verglas sur une feuille après une pluie verglaçante comportant des stalactites de formes variées
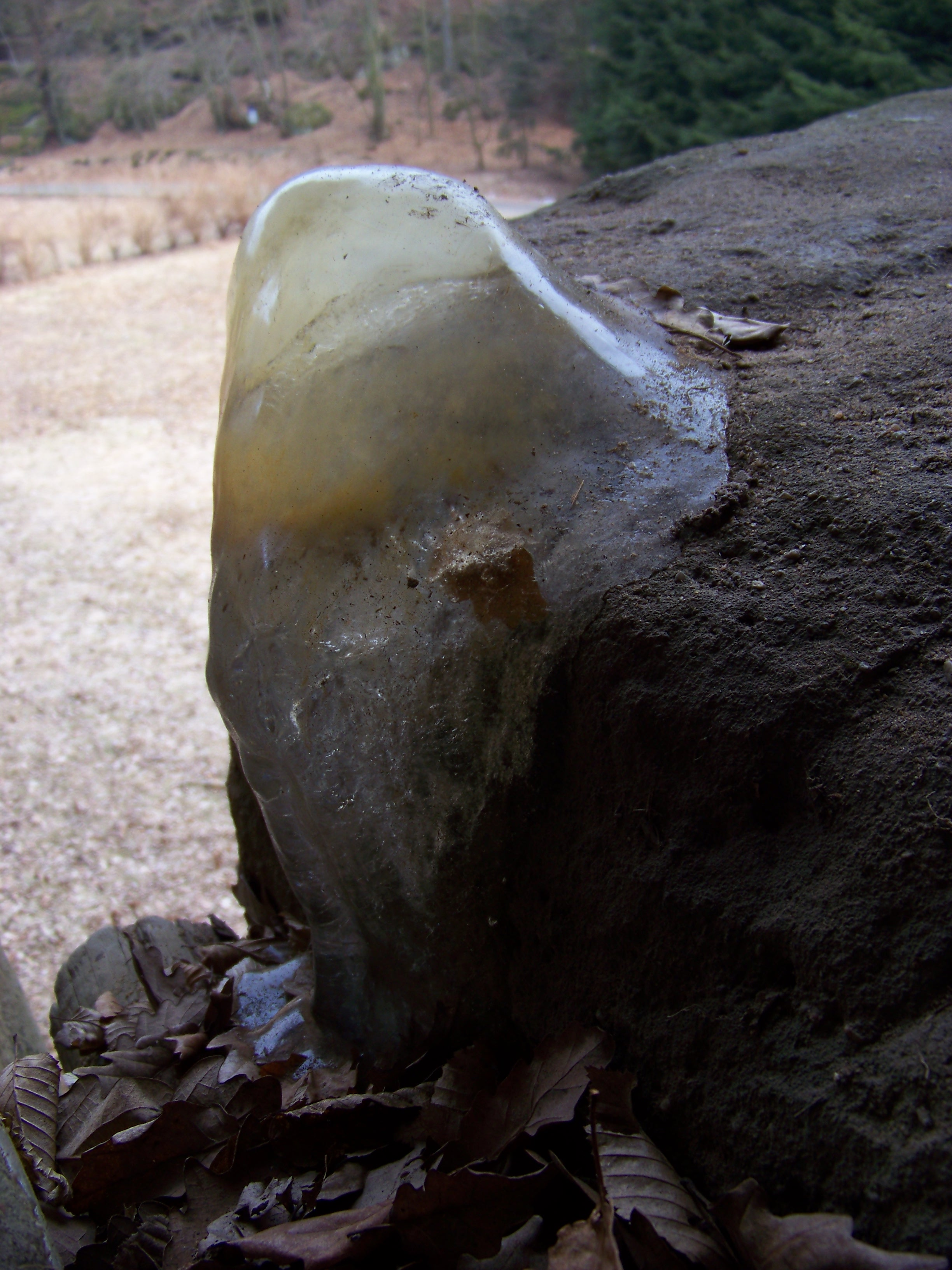
Stalagmite de glace

## Dangers
À mesure que les glaçons se forment, leur masse augmente et à un moment donné ils peuvent se casser sous leur poids. S'ils se situent au-dessus d'un endroit passant, comme un trottoir, leur chute peut causer des blessures sérieuses aux passants ou des dommages aux véhicules.
Leur présence à la bordure d'un toit, indique souvent un problème d'isolation thermique de ce dernier. L'accumulation de glace crée un barrage qui empêche l'eau de s'écouler et qui peut alors s'infiltrer sous les bardeaux du toit, causant des dégâts importants au bâtiment.
Leur poids sur une structure peut également mener à son affaissement comme dans le cas des fils électriques lors du verglas massif de janvier 1998 dans le Nord-Est de l'Amérique du Nord.